# Thuwayni ibn Said
El sàyyid Thuwaini ibn Said al-Busaidi o Thuwayní ibn Saïd al-Busaïdí (àrab: ثويني بن سعيد البوسعيدي, Ṯuwaynī ibn Saʿīd al-Būsaʿīdī) (Masqat, 1821 – Suhar, 14 de febrer de 1866) va ser sultà de Masqat i Oman de 1856 al 1866. Era el tercer fill del sultà Saïd ibn Sultan. Thuwaini va néixer a Oman i mai va visitar Zanzíbar. Quan el seu pare viatjava fins a Zanzíbar, Thuwaini era el seu representant a Oman.
Thuwaini ibn Said es va casar amb la seva cosina, la sàyyida Ghaliya bint Salim al-Busaidiya, filla del germà gran del seu pare, Salim ibn Sultan. Van tenir diversos fills.
Després de la mort de Saïd ibn Sultan a Zanzíbar el 1856, Thuwaini es va convertir en sultà de Masqat i Oman, mentre que el seu germà, el sisè fill, Màjid, va prendre el poder a Zanzíbar, el qual ja hi havia representat el seu pare en la seva absència. Mitjançant la mediació britànica, es va acordar que Màjid hauria de pagar una contribució anual a Oman. Tanmateix, Màjid va pagar aquest tribut uns quants anys només, i quan es va aturar Thuwaini no estava en condicions d'imposar el pagament a Zanzíbar, ja que era un territori molt més ric que Oman. Això va deixar Masqat i Oman en una situació financera complicada degut a què part dels ingressos duaners del comerç s'havien perdut amb la secessió de l'Àfrica oriental; a més, Oman havia perdut importància amb l'obertura del Canal de Suez i els seus velers no podien competir amb les línies de vapor europees. Thuwaini es va veure obligat a cobrar impostos sobre diversos articles, creant malcontentament entre la població.
El 1866 va corre el rumor que Thuwaini havia estat assassinat pel seu propi fill, el sàyyid Salim ibn Thuwaini. Un germà de Thuwaini, Turki ibn Said, es va aixecar constra seu el 1861. Només amb l'ajuda britànica es va poder repel·lir un atac dels wahhabites el 1864 després d'haver pogut avançar fins a sud. En el curs de les lluites pel poder, Thuwaini va ser assassinat a Sohar el 1866, sembla que pel seu fill Salim ibn Thuwaini, tot i que la notícia no va ser generalment reconeguda i Salim ibn Thuwaini va ser expulsat a l'exili el 1868 per Azzan ibn Qais.
El fill de Thuwaini, Hamad ibn Thuwaini ibn Said, es va convertir en sultà de Zanzíbar el 1893.
L'erudit i viatger arabista William Gifford Palgrave va relatar que van ser molt ben rebuts i tractats per Thuwaini, quan van naufragar el març de 1863 a l'illa de Sowadah, al costat d'Oman.